# Dichela
Genre
Synonymes
- Oligochelifer Beier, 1937

Dichela est un genre fossile de pseudoscorpions de la famille des Cheliferidae.

## Distribution
Les espèces de ce genre ont été découvertes dans de l'ambre de la mer Baltique, en Pologne et en Russie. Elles datent de l'Éocène.

## Liste des espèces
Selon Pseudoscorpions of the World (version 3.0) :
- † Dichela berendtii Menge, 1854
- † Dichela gracilis (Beier, 1937)
- † Dichela granulatus (Beier, 1937)
- † Dichela serratidentatus (Beier, 1937)

## Publication originale
: document utilisé comme source pour la rédaction de cet article.
- C. L. Koch & Berendt, 1854 : Die im Bernstein befindlichen Myriapoden, Arachniden und Apteren der Vorwelt. Die im Bernstein Befindlichen Organischen Reste der Vorwelt Gesammelt in Verbindung mit Mehreren Bearbeitet und Herausgegeben, vol. 1, no 2, p. 1-124.